# Rudolf Seubert
Rudolf Seubert (* 29. Mai 1873 in Rauenberg; † 11. August 1946 in Baden-Baden) war ein deutscher Politiker der Zentrumspartei.

## Leben und Beruf
Nach dem Besuch der Volksschule trat Seubert 1894, zunächst als Eisenbahngehilfe, in den badischen Eisenbahndienst ein. 1908 wurde er zum Betriebssekretär in Gengenbach berufen. 1910 wechselte er nach Kippenheim, war dort Bahnstationsvorstand, Oberstationskontrolleur und Bahnhofsinspektor. 1938 ging er als Reichsbahnoberinspektor in Pension und zog nach Baden-Baden. Dort übernahm er alsbald die Geschäftsführung der gemeinnützigen Vicentiushaus AG.
Am 23. August 1944 wurde Seubert im Rahmen der „Aktion Gewitter“ von der Gestapo in seiner Wohnung verhaftet und vorübergehend inhaftiert. Vor dem Haus in der Bernhardstraße 32 in Baden-Baden erinnert ein am 4. März 2020 verlegter Stolperstein an die Verhaftung.
Seubert war von 1897 bis zu ihrem Tod 1928 mit Angela, geborene Lehmann verheiratet.

## Politik
Seubert war Mitglied der Zentrumspartei. 1909 wurde er in die zweite Kammer der badischen Ständeversammlung gewählt, er vertrat dort die Gemeinden der Ämter Wolfach und Offenburg. Zudem war er Stadtverordneter in Gengenbach. 1919 wurde er im Wahlkreis 2 Freiburg in die Verfassunggebende Landesversammlung der Republik Baden gewählt. Seit 1921 gehörte er dem Badischen Landtag an, zunächst für den Wahlkreis 4 Offenburg, ab 1929 für den Wahlkreis 8 Emmendingen-Lahr. Zeitweise war er dritter Fraktionsvorsitzender der Zentrumspartei, im Mai 1933 wurde er zum ersten Vizepräsidenten des Landtags gewählt. Mit der Auflösung des Landtags im Oktober 1933 schied er aus der Politik aus.